# Cinnyris prigoginei
Cinnyris prigoginei là một loài chim trong họ Nectariniidae.